# Physoceras boryanum
Physoceras boryanum är en orkidéart som först beskrevs av Achille Richard, och fick sitt nu gällande namn av Jean Marie Bosser. Physoceras boryanum ingår i släktet Physoceras och familjen orkidéer. Inga underarter finns listade i Catalogue of Life.